# Tadukhipa

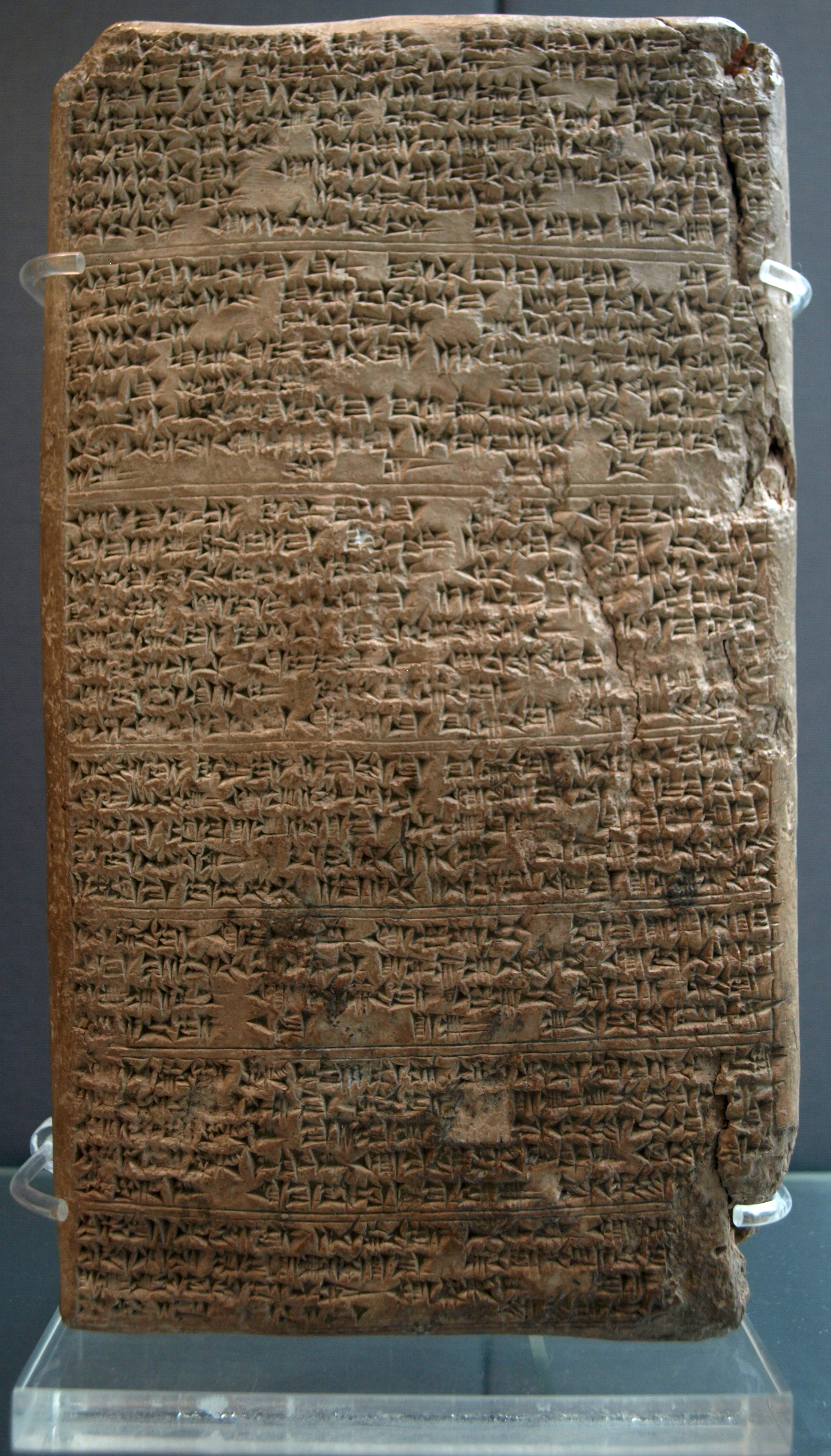
Một trong những "Thư Amarna" EA 19 đàm phán về một cuộc hôn nhân giữa Amenhotep III và con gái của Tushratta, Tadukhipa

Tadukhipa, hoặc Tadu-Hepa theo ngôn ngữ Hurrian, là con gái của Tushratta - vua của vương quốc Mitanni (trị vì khoảng năm 1382 trước Công nguyên – 1342 trước Công nguyên) với nữ hoàng Juni, và cũng là cháu gái của Artashumara. Một người cô của bà là Gilukhipa (em gái của Tushratta) đã kết hôn với Pharaoh Amenhotep III trong năm trị vì thứ 10 của ông, còn bản thân Tadukhipa cũng đã kết hôn với Amenhotep III hơn 20 năm sau đó.

## Thời niên thiếu
Tương đối ít điều được biết về thời niên thiếu của công chúa Mitanni này. Bà được cho là sinh vào khoảng năm 21 dưới triều đại của Pharaoh Amenhotep III Ai Cập, (khoảng năm 1366 trước Công nguyên). Mười lăm năm sau, vào năm 36 của triều đại Amenhotep III (1352 TCN), Tushratta đã gả con gái của mình cho đồng minh Amenhotep III để củng cố liên minh giữa hai quốc gia này. Tadukhipa đã được nhắc đến trong 7/13 bộ thư Amarna của Tushratta vào khoảng năm 1350-1340 trước Công nguyên. Tushratta đã yêu cầu Amenhotep III phong con gái ông trở thành Nữ hoàng Ai Cập, mặc dù vị trí đó đang được giữ bởi nữ hoàng Tiye. Ở phía ngược lại, Amenhotep III cũng không bao giờ gửi lại những bức tượng vàng như ông ta đã hứa; và sau khi Amenhotep III chết, Tushratta cũng đã gửi một số bức thư phàn nàn về việc thiếu đi sự trao đổi.

## Thời gian ởAi Cập
Vua Tushratta đã gả con gái đến Ai Cập cùng với rất nhiều lễ vật hồi môn cho Pharaoh Amenhotep III. Những lễ vật bao gồm: một cỗ xe ngựa dát vàng khảm đá quý, một cặp ngựa quý, một chiếc yên ngựa khảm hình đại bàng bằng vàng, một cỗ kiệu dát vàng khảm đá, rất nhiều lụa và vải, đá quý cùng những trang sức khác, và một cái rương lớn chứa toàn bộ chỗ đó. Amenhotep III cũng đã đề nghị gửi lại Tushratta tượng vàng của Ai Cập cổ đại như một phần của lễ vật cầu hôn, nhưng thực sự không có bằng chứng nào được tìm thấy khẳng định rằng những lễ vật đó đã đến tay Tushratta. Amenhotep III băng hà khá sớm sau khi Tadukhipa đến Ai Cập và con trai của ông - Amenhotep IV (Akhenaten) - trở thành Pharaoh. Sau thời gian này, các bộ thư Amarna chỉ ra rằng Tadukhipa vẫn ở lại Ai Cập, bao gồm cả việc bà nhắc lại chuyện gửi các tượng vàng năm xưa. Một vài học giả còn suy đoán rằng bà thậm chí đã tái giá với con trai của chồng mình, Akhenaten, mặc dù chưa có nghiên cứu nào chứng thực điều này.

## Nghi vấn làKiyahoặcNefertiti
Một số học giả nhận định rằng Tadukhipa chính là Kiya, một hoàng hậu của Akhenaten. Có ý kiến cho rằng câu chuyện về Kiya có thể là nguồn gốc cho câu chuyện ngụ ngôn có tên là Câu chuyện về hai anh em (Tale of Two Brothers). Câu chuyện này kể về một Pharaoh đã phải lòng một phụ nữ nước ngoài xinh đẹp bởi mùi hương từ mái tóc của cô ta. Nếu sau này Tadukhipa có tên là Kiya, thì bà có lẽ đã sống ở Amarna, nơi bà có cả quạt che nắng của riêng mình và được vẽ cùng với pharaoh và ít nhất một người con gái của cả hai.
Những học giả khác như Petrie, Drioton và Vandier đã gợi ý rằng Tadukhipa có thể đã có tên mới sau khi trở thành hoàng hậu của Akhenaten và bà có thể chính là nữ hoàng nổi tiếng Nefertiti. Giả thuyết này nói rằng tên của Nefertiti: "the beautiful one has come" ám chỉ nguồn gốc nước ngoài của bà - có thể là công chúa của Mitanni như Tadukhipa. Nhưng Seele, Meyer và những người khác cũng chỉ ra rằng Tey, vợ của Ay, giữ chức danh y tá cho Nefertiti, và điều này đã bác bỏ giả thuyết trên, vì một công chúa nước ngoài trưởng thành được gả đến Ai Cập sẽ không cần y tá.